# Weissia procera
Weissia procera là một loài rêu trong họ Pottiaceae. Loài này được Laurer ex Nees & Hornsch. mô tả khoa học đầu tiên năm 1831.